# Liste der Vizegouverneure von Prince Edward Island

Amtsflagge des Vizegouverneurs von
Prince Edward Island

Diese Liste führt die Vizegouverneure (engl. lieutenant governors) der kanadischen Provinz Prince Edward Island seit dem Beitritt zur Kanadischen Konföderation im Jahr 1873 auf. Ebenfalls enthalten sind die Gouverneure der Kolonie Prince Edward Island (bis 1799 St. John’s Island genannt). Der Vizegouverneur vertritt den kanadischen Monarchen auf Provinzebene.

## Gouverneure der Kolonie Prince Edward Island
| Vizegouverneur                   | Amtszeit                             |
| -------------------------------- | ------------------------------------ |
| Walter Patterson                 | 14. Juli 1769 – 4. November 1786     |
| Edmund Fanning                   | 4. November 1786 – 10. Mai 1804      |
| Joseph DesBarres                 | 10. Mai 1804 – 5. August 1812        |
| William Townshend                | 5. August 1812 – 24. Juli 1813       |
| Charles Douglass Smith           | 24. Juli 1813 – 19. April 1824       |
| John Ready                       | 19. April 1824 – 16. März 1831       |
| Murray Maxwell                   | 16. März 1831 – 26. Juli 1831        |
| Aretas William Young             | 26. Juli 1831 – 1. Dezember 1835     |
| George Wright                    | 1. Dezember 1835 – 30. August 1836   |
| John Harvey                      | 30. August 1836 – 31. März 1837      |
| Charles Augustus FitzRoy         | 31. März 1837 – 2. November 1841     |
| George Wright                    | 2. November 1841 – 13. November 1841 |
| Henry Vere Huntley               | 13. November 1841 – 1. November 1847 |
| Donald Campbell, 1. Baronet      | 9. Dezember 1847 – 18. Oktober 1850  |
| Ambrose Lane                     | 18. Oktober 1850 – 10. März 1851     |
| Alexander Bannerman              | 10. März 1851 – 11. Juli 1854        |
| Dominick Daly                    | 11. Juli 1854 – 25. Mai 1859         |
| Charles Young                    | 25. Mai 1859 – 8. Juni 1859          |
| George Dundas                    | 8. Juni 1859 – 22. Oktober 1868      |
| Robert Hodgson                   | 22. Oktober 1868 – 6. Oktober 1870   |
| William Cleaver Francis Robinson | 6. Oktober 1870 – 1. Juli 1873       |

## Vizegouverneure der Provinz Prince Edward Island
| Vizegouverneur                   | Amtszeit                               |
| -------------------------------- | -------------------------------------- |
| William Cleaver Francis Robinson | 1. Juli 1873 – 4. Juli 1874            |
| Robert Hodgson                   | 4. Juli 1874 – 10. Juli 1879           |
| Thomas Heath Haviland            | 10. Juli 1879 – 18. Juli 1884          |
| Andrew Archibald Macdonald       | 18. Juli 1884 – 2. September 1889      |
| Jedediah Slason Carvell          | 2. September 1889 – 14. Februar 1894   |
| George William Howlan            | 21. Februar 1894 – 23. Mai 1899        |
| Peter Adolphus McIntyre          | 23. Mai 1899 – 3. Oktober 1904         |
| Donald Alexander MacKinnon       | 3. Oktober 1904 – 1. Juni 1910         |
| Benjamin Rogers                  | 1. Juni 1910 – 3. Juni 1915            |
| Augustine Colin Macdonald        | 3. Juni 1915 – 16. Juli 1919           |
| Murdock MacKinnon                | 2. September 1919 – 8. September 1924  |
| Frank Richard Heartz             | 8. September 1924 – 19. November 1930  |
| Charles Dalton                   | 19. November 1930 – 9. Dezember 1933   |
| George Des Brisay de Blois       | 28. Dezember 1933 – 11. September 1939 |
| Bradford William LePage          | 11. September 1939 – 18. Mai 1945      |
| Joseph Alphonsus Bernard         | 18. Mai 1945 – 4. Oktober 1950         |
| Thomas Prowse                    | 4. Oktober 1950 – 31. März 1958        |
| Frederick Walter Hyndman         | 31. März 1958 – 1. August 1963         |
| Willibald Joseph MacDonald       | 1. August 1963 – 6. Oktober 1969       |
| John George MacKay               | 6. Oktober 1969 – 24. Oktober 1974     |
| Gordon Lockhart Bennett          | 24. Oktober 1974 – 14. Januar 1980     |
| Joseph Aubin Doiron              | 14. Januar 1980 – 1. August 1985       |
| Lloyd MacPhail                   | 1. August 1985 – 16. August 1990       |
| Marion Loretta Reid              | 16. August 1990 – 30. August 1995      |
| Gilbert Clements                 | 30. August 1995 – 8. Mai 2001          |
| J. Léonce Bernard                | 28. Mai 2001 – 31. Juli 2006           |
| Barbara Hagerman                 | 31. Juli 2006 – 15. August 2011        |
| Frank Lewis                      | 15. August 2011 – 20. Oktober 2017     |
| Antoinette Perry                 | 20. Oktober 2017 – 17. Oktober 2024    |
| Wassim Salamoun                  | 17. Oktober 2024 – amtierend           |